# Smuxi
Smuxi – zainspirowany irssi, wieloplatformowy, klient IRC.

## Cechy
Smuxi charakteryzuje się tym, że może być używany jak połączenie irssi i screen. Sesja IRC może być uruchomiona jako serwer (przy użyciu smuxi-server) oraz interfejs graficzny (front-end, smuxi-frontend-gnome) który się do niego podłącza. Umożliwia to podłączenie i odłączenie interfejsu bez utraty połączenia z serwerem IRC i wiadomości.